# 天山路街道 (鹤壁市)
天山路街道，是中华人民共和国河南省鹤壁市淇滨区下辖的一个乡镇级行政单位。
根据《鹤壁市人民政府关于淇滨区九州路街道办事处分设天山路街道办事处的批复》（鹤政文〔2018〕50号）精神，经研究决定，从九州路街道办事处分设天山路街道办事处。
天山路街道办事处辖区范围为：东至华山路，西至淇河东岸，南至南海路，北至湘江路。

## 行政区划
天山路街道下辖莲花社区、观景社区、光明社区、金融社区、珠江社区、龙门社区、党校社区7个城市社区和小辛庄1个村改居社区。